# Tom Lehman
Thomas Edward "Tom" Lehman (født 7. marts 1959 i Austin, Minnesota, USA) er en amerikansk golfspiller, der pr. juli 2008 står noteret for 5 sejre på PGA Touren. Hans bedste resultat i en Major-turnering er hans sejr ved British Open i 1996.
Lehman har tre gange, i 1995, 1997 og 1999 det amerikanske hold ved Ryder Cuppen. Desuden var han kaptajn for det i 2006, hvor holdet blev klart besejret af Europa.

## Eksterne links
- Spillerinfo Arkiveret 12. september 2008 hos  Wayback Machine